# Sebastián Rozental
Sebastián Rozental Igualt, né le 1er septembre 1976 à Santiago au Chili, est un joueur de football international chilien, qui évoluait au poste d'attaquant.

## Biographie

### En club
Sebastián Rozental évolue dans six championnats différents : au Chili, en Écosse, en Argentine, en Suisse, aux États-Unis, et en Israël.
Il inscrit 28 buts au sein du championnat du Chili lors de l'année 1996, puis 22 buts dans ce même championnat lors de l'année 1999.
Au sein des compétitions continentales, il joue quatre matchs en Coupe de l'UEFA (zéro but), treize en Copa Libertadores (cinq buts), et deux en Copa Sudamericana (un but). En Copa Libertadores, il inscrit avec l'Universidad Católica un doublé contre le club brésilien de Botofago en avril 1996.

### En équipe nationale
Avec les moins de 17 ans, il participe à la Coupe du monde des moins de 17 ans 1993 organisée au Japon. Il joue six matchs lors de cette compétition.
Avec les moins de 20 ans, il dispute la Coupe du monde des moins de 20 ans 1995 qui se déroule au Qatar. Il joue trois matchs lors de ce tournoi.
Sebastián Rozental reçoit 27 sélections en équipe du Chili entre 1995 et 2000, inscrivant deux buts.
Il participe avec le Chili à la Copa América 1995 organisée en Uruguay. Il joue trois matchs lors de ce tournoi, inscrivant un but contre les États-Unis.
Il dispute ensuite avec le Chili quatre matchs rentrant dans le cadre des éliminatoires du mondial 2002.

## Palmarès
- Champion d'Écosse en 2000 avec les Glasgow Rangers
- Champion de Suisse en 2003 avec le Grasshopper Club Zurich
- Vainqueur de la Coupe du Chili en 1995 avec l'Universidad Católica
- Élu joueur chilien de l'année en 1996[3]